# Liua
Liua é um gênero de anfíbio caudado da família Hynobiidae.

## Espécies
- Liua shihi (Liu, 1950)
- Liua tsinpaensis (Liu e Hu, 1966)